# Ōkunoshima
Ōkunoshima (大久野 Ōkuno-shima?, de asemenea ウサギ島 Insula Iepurilor), este o insulă în grupul insulelor mici Geiyo (fr/ja/uk) în Marea Interioară a Japoniei. Administrativ, insula intră în componența municipiul Takehara (prefectura Hiroshima) în Japonia. Din anul 1934 Ōkunoshima face parte din parcul național „Setonaikai”.